# Лорел-Голлоу (Нью-Йорк)
Лорел-Голлоу (англ. Laurel Hollow) — селище (англ. village) в США, в окрузі Нассау штату Нью-Йорк. Населення — 1952 особи (2010).

## Географія
Лорел-Голлоу розташований за координатами 40°51′24″ пн. ш. 73°28′39″ зх. д. / 40.85667° пн. ш. 73.47750° зх. д. (40.856700, -73.477542).  За даними Бюро перепису населення США в 2010 році селище мало площу 8,19 км², з яких 7,66 км² — суходіл та 0,53 км² — водойми.

## Демографія
Згідно з переписом 2010 року, у селищі мешкали 1952 особи в 602 домогосподарствах у складі 524 родин. Густота населення становила 238 осіб/км².  Було 635 помешкань (78/км²).
Расовий склад населення:
| - 89,4 % — білих - 7,7 % — азіатів - 1,5 % — чорних або афроамериканців - 0,2 % — корінних американців |

До двох чи більше рас належало 1,0 %. Частка іспаномовних становила 2,3 % від усіх жителів.
За віковим діапазоном населення розподілялося таким чином: 28,1 % — особи молодші 18 років, 56,7 % — особи у віці 18—64 років, 15,2 % — особи у віці 65 років та старші. Медіана віку мешканця становила 44,7 року. На 100 осіб жіночої статі у селищі припадало 93,8 чоловіків;  на 100 жінок у віці від 18 років та старших — 93,0 чоловіків також старших 18 років.
Середній дохід на одне домашнє господарство  становив 311 514 долари США (медіана — 207 500), а середній дохід на одну сім'ю — 341 394 долари (медіана — 219 750). Медіана доходів становила 195 417 доларів для чоловіків та 78 125 доларів для жінок. За межею бідності перебувало 8,2 % осіб, у тому числі 6,6 % дітей у віці до 18 років та 6,3 % осіб у віці 65 років та старших.
Цивільне працевлаштоване населення становило 748 осіб. Основні галузі зайнятості: освіта, охорона здоров'я та соціальна допомога — 29,1 %, фінанси, страхування та нерухомість — 22,1 %, науковці, спеціалісти, менеджери — 12,0 %, оптова торгівля — 6,7 %.